# Artedius corallinus
Artedius corallinus es una especie de pez del género Artedius, familia Cottidae, orden Scorpaeniformes. Fue descrita científicamente por Hubbs en 1926.
Es una especie inofensiva para el ser humano.

## Descripción
La longitud total es de 14 centímetros.

## Distribución y hábitat
Se distribuye por el Pacífico Oriental: isla Orcas en Washington, Estados Unidos, hasta el centro norte de Baja California, México. Habita en zonas y áreas rocosas donde puede alcanzar los 21 metros de profundidad.